# Rick Sheehy

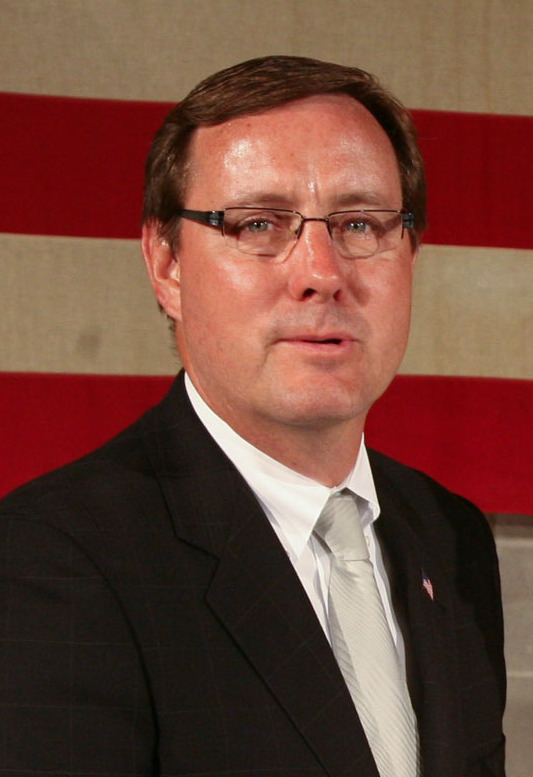
Rick Sheehy (2009)

Rick Sheehy (* 3. Oktober 1959 in Hastings, Nebraska) ist ein US-amerikanischer Politiker. Zwischen 2005 und 2013 war er Vizegouverneur des Bundesstaates Nebraska.

## Werdegang
Rick Sheehy absolvierte die St. Cecilia High School in seiner Heimatstadt Hastings und studierte danach an der University of Nebraska in Lincoln. Später wurde er am Central Community College zum medizinischen Rettungsassistenten ausgebildet. Über 20 Jahre lang war er für den lokalen Rettungsdienst Rural Metro tätig. Dort stieg er bis zum Manager der Firma auf. Politisch war er bis 2003 Mitglied der Demokratischen Partei. Dann wechselte er zu den Republikanern. Zwischen 1994 und 2000 saß er im Stadtrat von Hastings, dessen Präsident er seit 1996 war. Anschließend amtierte er dort von 2001 bis 2005 als Bürgermeister.
Nach dem Rücktritt von Gouverneur Mike Johanns im Jahr 2005 wurde Vizegouverneur Dave Heineman dessen Nachfolger im höchsten Staatsamt von Nebraska. Für den nun freigewordenen Posten des Vizegouverneurs berief Heineman Rick Sheehy. In den Jahren 2006 und 2010 wurden beide Politiker in ihren jeweiligen Ämtern bestätigt. Sheeny bekleidete sein neues Amt zwischen 2005 und seinem Rücktritt im Jahr 2013. Dabei war er Stellvertreter des Gouverneurs und formaler Vorsitzender der Nebraska Legislature. Gleichzeitig war er Direktor der Nebraska’s Homeland Security und Mitglied der Nebraska Rural Health Association. Für das Jahr 2014 plante Sheehy eine Kandidatur für das Amt des Gouverneurs.
Am 2. Februar 2013 berief Gouverneur Heineman eine Pressekonferenz ein, bei der er den Rücktritt Sheehys als Vizegouverneur bekanntgab. Eine offizielle Begründung für diesen Schritt wurde nicht abgegeben. Der Gouverneur sprach lediglich von missbrauchtem Vertrauen. Später wurde in der Presse von jahrelangen nächtlichen Telefongesprächen Sheehys auf Staatskosten mit vier verschiedenen Frauen berichtet. Er war zwischen 1983 und 2012 verheiratet. Aus der inzwischen geschiedenen Ehe gingen zwei Kinder hervor.